# Hugo Grotius
Hugo Grotius (født 10. april 1583, død 28. august 1645) var hollandsk jurist og retsfilosof.
Hovedværket: "De jure belli ac pacis libri tres" (Tre bøger om krigens og fredens ret) blev skrevet i Paris, hvor Grotius protegeredes af Ludvig 13..
Grotius' retslære adskiller sig fra mange af tidens statsteorier ved at tage sit udgangspunkt i den menneskelige psyke (og ikke i religionen). Han mener at mennesker søger sammen – ikke kun fordi det kan være nyttigt – men af en social trang.
Selv om krig er en naturlig tilstand for menneskeligt samvær, finder de ved en slags social drift sammen om en lovgivning, der beskytter den enkelte, selv om det sker på frihedens bekostning.
Staten og ikke fyrsten/kejseren/kongen er suveræn. Den for lovenes overholdelse nødvendige magtudøvelse kan for en tid overdrages regenten, men vender altid tilbage til folket.
Grotius' opfattelse af mennesket som en politisk skabning kan føres tilbage til Aristoteles.

## Naturret
Hugo Grotius' værk er også indgået i litteraturen om naturret. Han skrev det under 30-årskrigen og ville påvise, at katolikker og protestanter på trods af krigen havde noget til fælles. Han argumenterede ved at sammenligne principper fra katolicismen og protestantismen med den gamle romerret. Romerretten var en sammenskrivning af sædvaneretten fra forskellige romerske provinser. Ved at sammenligne retten i henholdsvis protenstantismen, katolicismen og romerretten argumenterede han for, at der var en ret, der var almenmenneskelig. Dermed indskrev han sig i naturrettens tradition. Grotius' naturret kan erkendes af alle mennesker og er derfor ikke afhængig af, at mennesket er kristent (jfr. romerretten). Til gengæld er den givet af Gud og opretholdes af Gud.